# Tutrakan
Tutrakan város (Тутракан) Bulgária északkeleti részén, a Duna jobb partján. A túlparton Oltenița román város található. 2005-ben 11 516 lakosa volt.

## Története
Az ókori római korban a város helyén Transmarisca nevű település állt, amely a római birodalom dunai védvonalának része volt. Az ókori város az erődítménnyel együtt elpusztult a 7. században, majd a század végén létrejött a mai nevű város. A Bolgár Birodalomban is katonai központként volt jelentős. A 14. század végén a törökök hódították meg. Az 1877–78-as orosz–török háború során visszakerült Bulgáriához. A második Balkán-háború után Dél-Dobrudzsa részeként Románia kapta meg (román neve Turtucaia volt), majd az 1940-es craiovai egyezmény alapján ismét Bulgária része lett.
Az első világháború alatt 1916 szeptemberében itt zajlott a tutrakani csata, amelynek során a főleg bolgár erőket felvonultató központi hatalmak döntő csapást mértek a román hadseregre.